# Гутурама синьоголова
Гутура́ма синьоголова (Chlorophonia musica) — вид горобцеподібних птахів родини в'юркових (Fringillidae). Мешкає на Карибах.

## Опис
Довжина птаха становить 10 см, вага 12,4-18,5 г. Виду притаманний статевий диморфізм. Виду притаманний статевий диморфізм. У самців обличчя, щоки і горло чорні, на лобі жовта пляма з чорними краями. Тім'я, потилиця і шия з боків блакитні, спина, крила і хвіст синювато-чорний з металевим, фіолетовим відблиском. Груди, живіт і надхвістя жовтувато-оранжеві. Самиці мають майже повністю зелене забарвлення, за винятком синьої плями на верхній частині голови. Спина у них має оливковий відтінок, обличчя і живіт яскраво-зелені. Очі темно-карі, дзьоб чорнуватий, лапи чорнувато-тілесного кольору. 
Самці трьох підвидів дещо різняться за забарвленням. У самців підвиду C. m. sclateri живіт більш світлий, горло жовте, спина має синій металевий відблиск. У самців підвиду C. m. flavifrons оперення майже повністю зелене, лише "маска" на обличчі, махові пера і хвіст є чорними, верхня частина голови синя, на лобі жовта пляма, горло і груди жовті.

## Підвиди
Виділяють три підвиди:
- C. m. musica (Gmelin, JF, 1789) — острови Гаїті і Гонав;
- C. m. sclateri (Sclater, PL, 1854) — Пуерто-Рико;
- C. m. flavifrons (Sparrman, 1789) — Малі Антильські острови.

Деякі дослідники виділяють підвиди C. m. sclateri і C. m. flavifrons у окремі види Chlorophonia sclateri і Chlorophonia flavifrons.

## Поширення і екологія
Синьоголові гутурами живуть в сухих і вологих тропічних лісах і чагарникових заростях, на плантаціях, в парках і садах. Зустрічаються парами або невеликими сімейними зграйками, переважно на висоті до 2000 м над рівнем моря. Живляться ягодами і плодами. Віддають перевагу ягодам епіфітів, доповнюють свій раціон пагонами рослин роду Bombax, сережками, дрібними комахами та іншими безхребетними. Сезон розмноження триває з січня по червень. Гніздо кулеподібне, будується самицею і самцем. Воно складається з зовнішньої частини, сплетеної з гілочок, лишайників і рослинних волокон і внутрішної, встеленої мохом, пухом або іншим м'яким матеріалом. В кладці від 2 до 5 яєць. Інкубаційний період триває приблизно 2 тижні. Пташенята покидають гніздо через 3 тижні після вилуплення, однак батьки продовжують піклувуатися про них ще деякий час. Насиджує лише самиця, за пташенятами доглядають і самиці, і самці.